# Filipești (okręg Bacău)
Filipești – wieś w Rumunii, w okręgu Bacău, w gminie Filipești. W 2011 roku liczyła 896 mieszkańców.